# Monte dei Cucchi, Pian di Balestra
Monte dei Cucchi, Pian di Balestra este o arie protejată (arie specială de conservare — SAC, sit de importanță comunitară — SCI, arie de protecție specială avifaunistică — SPA) din Italia întinsă pe o suprafață de 2.449 ha, integral pe uscat.

## Localizare
Centrul sitului Monte dei Cucchi, Pian di Balestra este situat la coordonatele 44°10′53″N 11°15′16″E / 44.1814°N 11.2545°E.

## Înființare
Situl Monte dei Cucchi, Pian di Balestra a fost declarat sit de importanță comunitară în octombrie 2012 pentru a proteja 1 specie de plante și 115 specii de animale. Alte tipuri de protecție:
- arie de protecție specială avifaunistică (în octombrie 2012)[3]
- arie specială de conservare (în martie 2019)[2][4][5]

## Biodiversitate
Situată în ecoregiunea continentală, aria protejată conține 14 habitate naturale: Păduri ilirice de stejar și carpen (Erythronio-Carpinion), Păduri de fag Luzulo-Fagetum, Râuri de munte și vegetația lor lemnoasă cu Salix elaeagnos, Fânețe de joasă altitudine (Alopecurus pratensis, Sanguisorba officinalis), Păduri de fag din Apenini cu Taxus și Ilex, Pajiști uscate seminaturale și facies de acoperire cu tufișuri pe substraturi calcaroase (Festuco-Brometalia) (* situri importante pentru orhidee), Păduri de Castanea sativa, Galerii de Salix alba și de Populus alba, Formațiuni de Juniperus communis pe lande sau pajiști calcaroase, Păduri aluvionare cu Alnus glutinosa și Fraxinus excelsior (Alno-Padion, Alnion incanae, Salicion albae), Păduri de stejar alb estice, Râuri cu maluri nămoloase cu vegetație de Chenopodion rubri p.p. și Bidention p.p., Păduri de fag din Apenini cu Abies alba și păduri de fag cu Abies nebrodensis, Păduri pe pante, grohotișuri și ravene de Tilio-Acerion.
La baza desemnării sitului se află mai multe specii protejate:
- plante (1): Himantoglossum adriaticum
- păsări (102): uliu porumbar (Accipiter gentilis), uliu păsărar (Accipiter nisus), pițigoi codat (Aegithalos caudatus), ciocârlie-de-câmp (Alauda arvensis), rață mare (Anas platyrhynchos), fâsă-de-câmp (Anthus campestris), fâsă de luncă (Anthus pratensis), fâsă de pădure (Anthus spinoletta), fâsă de pădure (Anthus trivialis), lăstunul mare (Apus apus), acvilă de munte (Aquila chrysaetos), stârc cenușiu (Ardea cinerea), ciuf-de-pădure (Asio otus), cucuvea (Athene noctua), șorecarul comun (Buteo buteo), caprimulg (Caprimulgus europaeus), sticlete (Carduelis carduelis), Certhia brachydactyla, florinte (Chloris chloris), șerpar (Circaetus gallicus), erete de stuf (Circus aeruginosus), erete cenușiu (Circus pygargus), botgros (Coccothraustes coccothraustes), porumbel gulerat (Columba palumbus), cioară grivă (Corvus cornix), Corvus monedula, prepeliță (Coturnix coturnix), cuc (Cuculus canorus), pițigoi albastru (Cyanistes caeruleus), lăstun de casă (Delichon urbicum), ciocănitoare pestriță mare (Dendrocopos major), Dryobates minor, presură sură (Emberiza calandra), presură bărboasă (Emberiza cirlus), presură de grădină (Emberiza hortulana), măcăleandru (Erithacus rubecula), Falco biarmicus, șoim călător (Falco peregrinus), șoimul rândunelelor (Falco subbuteo), vânturel roșu (Falco tinnunculus), cinteză (Fringilla coelebs), Fringilla montifringilla, găinușă de baltă (Gallinula chloropus), gaiță (Garrulus glandarius), Hippolais polyglotta, rândunică (Hirundo rustica), capîntortură (Jynx torquilla), sfrâncioc roșiatic (Lanius collurio), Larus michahellis, câneparul (Linaria cannabina), pițigoi moțat (Lophophanes cristatus), forfecuță gălbuie (Loxia curvirostra), ciocârlie de pădure (Lullula arborea), privighetoare (Luscinia megarhynchos), prigoare (Merops apiaster), codobatură galbenă (Motacilla alba), codobatură de munte (Motacilla cinerea), codobatura galbenă (Motacilla flava), muscar sur (Muscicapa striata), pietrar sur (Oenanthe oenanthe), vultur pescar (Pandion haliaetus), pițigoi mare (Parus major), vrabie italiană (Passer italiae), pițigoi de brădet (Periparus ater), viespar (Pernis apivorus), cormoran mare (Phalacrocorax carbo), fazan (Phasianus colchicus), codroș de munte (Phoenicurus ochruros), codroșul de pădure (Phoenicurus phoenicurus), pitulice de munte (Phylloscopus bonelli), pitulice de munte (Phylloscopus collybita), pitulice sfârâitoare (Phylloscopus sibilatrix), pitulice-fluierătoare (Phylloscopus trochilus), coțofană (Pica pica), ciocănitoarea verde (Picus viridis), pițigoi sur (Poecile palustris), brumăriță de pădure (Prunella modularis), Ptyonoprogne rupestris, mugurarul (Pyrrhula pyrrhula), aușel sprâncenat (Regulus ignicapilla), aușel cu cap galben (Regulus regulus), mărăcinar (Saxicola rubetra), mărăcinar negru (Saxicola torquatus), sitar de pădure (Scolopax rusticola), cănăraș (Serinus serinus), țiclete (Sitta europaea), scatiu (Spinus spinus), guguștiuc (Streptopelia decaocto), turturică (Streptopelia turtur), huhurez mic (Strix aluco), graur (Sturnus vulgaris), silvie cu cap negru (Sylvia atricapilla), silvie roșcată (Sylvia cantillans), silvie de câmp (Sylvia communis), silvie-mică (Sylvia curruca), pănțărușul (Troglodytes troglodytes), sturzul viilor (Turdus iliacus), mierlă (Turdus merula), sturz-cântător (Turdus philomelos), sturz (Turdus pilaris), sturzul de vâsc (Turdus viscivorus), pupăză (Upupa epops)
- amfibieni (2): Bombina pachypus, Triturus carnifex
- mamifere (3): liliac cârn (Barbastella barbastellus), lupul (Canis lupus), liliac cu aripi lungi (Miniopterus schreibersii)
- nevertebrate (4): Austropotamobius pallipes, croitorul mare al stejarului (Cerambyx cerdo), Euplagia quadripunctaria, rădașcă (Lucanus cervus)
- pești (4): Barbus caninus, Barbus plebejus, Protochondrostoma genei, Telestes muticellus

Pe lângă speciile protejate, pe teritoriul sitului au mai fost identificate 22 de specii de plante, 3 specii de amfibieni, 10 specii de mamifere, 4 specii de reptile.